# Стража-при-Новій Церкві
Стража-при-Новій Церкві (словен. Straža pri Novi Cerkvi) — поселення в общині Войник, Савинський регіон, Словенія. 
Висота над рівнем моря: 421,2 м.